# Cambiemos Movimiento Ciudadano
Cambiemos Movimiento Ciudadano (CMC) es un partido político venezolano fundado el 11 de mayo de 2018 perteneciente a la coalición Concertación por el Cambio y la Alianza Democrática.

## Filosofía política
En su sitio web el partido se describe a sí mismo como una organización de «corte progresista». Es contrario al abstencionismo. y se ha pronunciado a favor de los derechos de la mujer y de la comunidad LGBT. En el plano socioeconómico Cambiemos defiende «la participación de la empresa privada en conjunto con políticas públicas que tengan un profundo sentido social», a la vez que confían en el emprendimiento «que de rienda suelta al espíritu creativo del ciudadano común que lo haga actor sujeto del cambio».

## Historia
Cambiemos surge en el año 2018. En abril de 2018, todavía sin ser partido, rechazan la abstención ante las elecciones presidenciales de 2018 aliándose con otros movimientos y partidos con los cuales más tarde fundarían la coalición Concertación por el Cambio. Luego, en mayo, se consolidan como una fracción parlamentaria conformada por los diputados Melva Paredes (Aragua), Maribel Guedez (Barinas), Timoteo Zambrano (Zulia) y Mary Álvarez (Zulia). Más tarde, en el mes de junio se legalizan como partido ante el Consejo Nacional Electoral (CNE).

## Diputados a la Asamblea Nacional

### Principales
| Diputado         | Estado que representa |
| ---------------- | --------------------- |
| Timoteo Zambrano | Nacional              |

### Suplentes
| Diputado                 | Estado que representa |
| ------------------------ | --------------------- |
| Melva Paredes            | Aragua                |
| Mary Álvarez             | Zulia                 |
| Gustavo Navas            | Nacional              |
| Oliver Ponce             | Nacional              |
| María Gabriela Uzcátegui | Miranda               |
| Yvan Barrios             | Lara                  |
| Mauricio Gutiérrez       | Distrito Capital      |
| Inacio Da Costa          | Nacional              |
| Dicter Chirinos          | Zulia                 |
| Carlyana Arriechi        | Nacional              |

## Resultados electorales

### Municipales
Luego de ser legalizado como movimiento político ante el CNE, la tolda albimorada participa por primera vez en unos comicios venezolanos en las elecciones municipales de Venezuela de 2018, contienda donde se estarían eligiendo a los 2459 concejales en el país, de los cuales Cambiemos obtendría dos curules en el municipio Arismendi del estado Barinas.
| Año  | Votos  | %   | Concejales |
| ---- | ------ | --- | ---------- |
| 2018 | 28.677 | 0,5 | 6/2459     |

### Parlamentarias
| Año  | Votos  | %    | Diputados |
| ---- | ------ | ---- | --------- |
| 2020 | 52.564 | 0,85 | 1/277     |

### Regionales
| Año  | Votos  | %    | Gobernadores | +/- | Alcaldías | +/- |
| ---- | ------ | ---- | ------------ | --- | --------- | --- |
| 2021 | 23.923 | 0,30 | 0/23         | 0   | 2/335     | 2   |